# Prva soška bitka
Prva soška bitka je bila bitka med vojskama Kraljevine Italije in Avstro-Ogrsko na italijanskem bojišču med prvo svetovno vojno, potekala pa je med 23. junijem in 7. julijem 1915.
Namen italijanske vojske je bil pregnati Avstrijce z njihovih obrambnih položajev ob reki Soči in na bližnjih gorah, ter zavzetje goriškega in tolminskega mostišča. Tretja armada, ki jo je vodil vojvoda Amedeo Aosta, naj bi osvojila Doberdob. Drugo armado, ki je delovala od reke Vipave do Rombona, je vodil general Pietro Frugoni, njen namen pa je bil zavzeti avstrijske položaje od Sabotina do Podgore in prodreti v Gorico.

## Nepripravljenost Italijanov
Na italijanski strani se je zbralo 250 bataljonov, oziroma 250 tisoč vojakov. Na avstrijski strani je čakalo okrog 100 tisoč vojakov. Priprave so trajale sedem dni, ko so Italijani od Jadranskega morja do Tolmina postavili sedemsto topov. Natanko mesec dni po napovedi vojne s strani Italije, 23. junija, se je začelo obstreljevanje, ki pa ni imelo želenega učinka. Avstrijski branilci so kljub temu, da so zaklonišča zgradili v zadnjem hipu, imeli malo žrtev, vzrok pa je bila neizkušena razpršenost in nenatančnost italijanskih topničarjev. Ker granate niso uničile žičnih ovir, so Cadornovi jurišniki drago plačali. Mesec odlašanja s strani Italijanov je šlo na roke Avstrijcem.
Na spodnjem delu Soče so Italijani poskušali napasti večkrat, preboj pa je uspel le pri Sredipolju. Že naslednji dan so se morali napadalci umakniti avstrijskim rezervistom. Umiku je bil priča sam kralj Viktor Emanuel, ki je bitko spremljal s cerkvenega zvonika v Turiaccu. Začel se je tudi boj za Debelo grižo (italijansko Monte San Michele), ki je v naslednjih petih bitkah postal eno najbolj krvavih bojišč soške fronte.
Srditi boji so se odvijali tudi na goriškem mostišču med Sabotinom in Ločnikom; na Kalvariji in Podgori. Italijani so z bojnim vzklikom "Avanti Savoia" vztrajno napadali avstrijske okope, a slednji so bili bolj izkušeni in so iz dobro utrjenih strojničnih gnezd uspešno odbijali ofenzivo. General Cadorna je bil besen in je za neuspehe krivil generala Frugonija, češ, da se ne borijo dovolj hrabro. Cadorna naj bi bojišče zelo redko obiskal, zato ni imel jasne slike o dejanskem stanju.
Nespametno so delovali tudi italijanski nižji častniki, ki so z vojaki napadali v svojih značilnih uniformah, zato so bili lahka tarča za avstrijske ostrostrelce in strojničarje.

## Avstrijska obramba
Avstrijska obramba je temeljila na taktiki v globino s tremi črtami: na prvi so bili strojnice in opazovalci, na drugi skrite enote, v tretji pa rezervni vojaki, ki so čakali na sovražnikov preboj in morebitni protinapad.
V prvi soški bitki so Italijani osvojili le nekaj sto metrov ozemlja na robu kraške planote ter podnožje planote pri Sredipolju, Vermeljanu in Selcu. Izgubili so skoraj 15 tisoč mož, medtem ko je med Avstrijci umrlo slabih deset tisoč vojakov. Bitka je bila polomija za italijansko vojsko, saj so s pehoto brez topniške podpore napadali dobro utrjene položaje, kjer so jih na višinah čakale strojnice.